# Obraz łaski w Akwizgranie
Obraz łaski w Akwizgranie – obraz przedstawiający tradycyjną figurę Maryi z dzieckiem Jezus, znajduje się w katedrze w Akwizgranie.

## Historia i tradycja
Obraz łaski w Akwizgranie posiada wielowiekową tradycję. Częściowo przypuszcza się, że obraz miłosierdzia wielbiony jest przez wiernych od prawie tysiąca lat. Zachowały się pieczęcie z XIII wieku przedstawiające Królową Nieba, siedzącą na tronie z błogosławionym dzieciątkiem Jezus. Na pieczęci widnieje transkrypcja: „SANCTA MARIA AQUENSIS”.
Najstarsza figura Maryi z dzieciątkiem Jezus pochodziła z XIV wieku, z okresu gotyku i była wykonana z drewna dębowego. Niestety, w 1656 spłonęła prawie całkowicie podczas pożaru miasta. Uratowana głowa i prawa ręka Marii zostały zintegrowane z nową statuetką, wykonaną z drewna lipowego. Prochy spalonej figury zostały umieszczone we wnęce nowej, z tyłu za jej plecami. Posąg został gruntownie odnowiony w 1987. Jednak nie było to łatwe, ponieważ na figurze zaczęły pojawiać się owady, które doprowadziły do poważnego uszkodzenia drewna. Brakowało na niej koniuszków palców i małego palca Maryi.

## Szaty i skarby Maryi, i dzieciątka Jezus na obrazie miłosierdzia
Prawdopodobnie od około XV wieku Matka Boża z dzieciątkiem posiadają odzienie, które jest zmieniane z okazji specjalnych świąt – tak samo, jak i biżuteria. Najstarszym dowodem tej tradycji, a jednocześnie jednym z najcenniejszych elementów cudownego obrazu jest korona Małgorzaty z Yorku, z 1461, którą podarowała obrazowi łaski w 1474.
Po dziś dzień Maryja z dzieciątkiem Jezus dostają prezenty w postaci szat i biżuterii. Dary są przyznawane z różnych powodów; na przykład za zdanie egzaminu czy za wstawiennictwo Matki Bożej za przetrwanie na wojnie. Maryia dostała także od wiernych kolczyki, zegarki kieszonkowe, butelki perfum lub mniejsze sztabki złota.
Kilkanaście razy w roku nakładana jest inna szata na wizerunek łaski, także rzadko, kiedy przychodzi się do katedry – Maria i dzieciątko noszą ten sam strój. W 2007 Matka Boża miała na sobie 41 sukienek i nie zliczoną ilość biżuterii.

## Dary podarowane obrazowi miłosierdzia

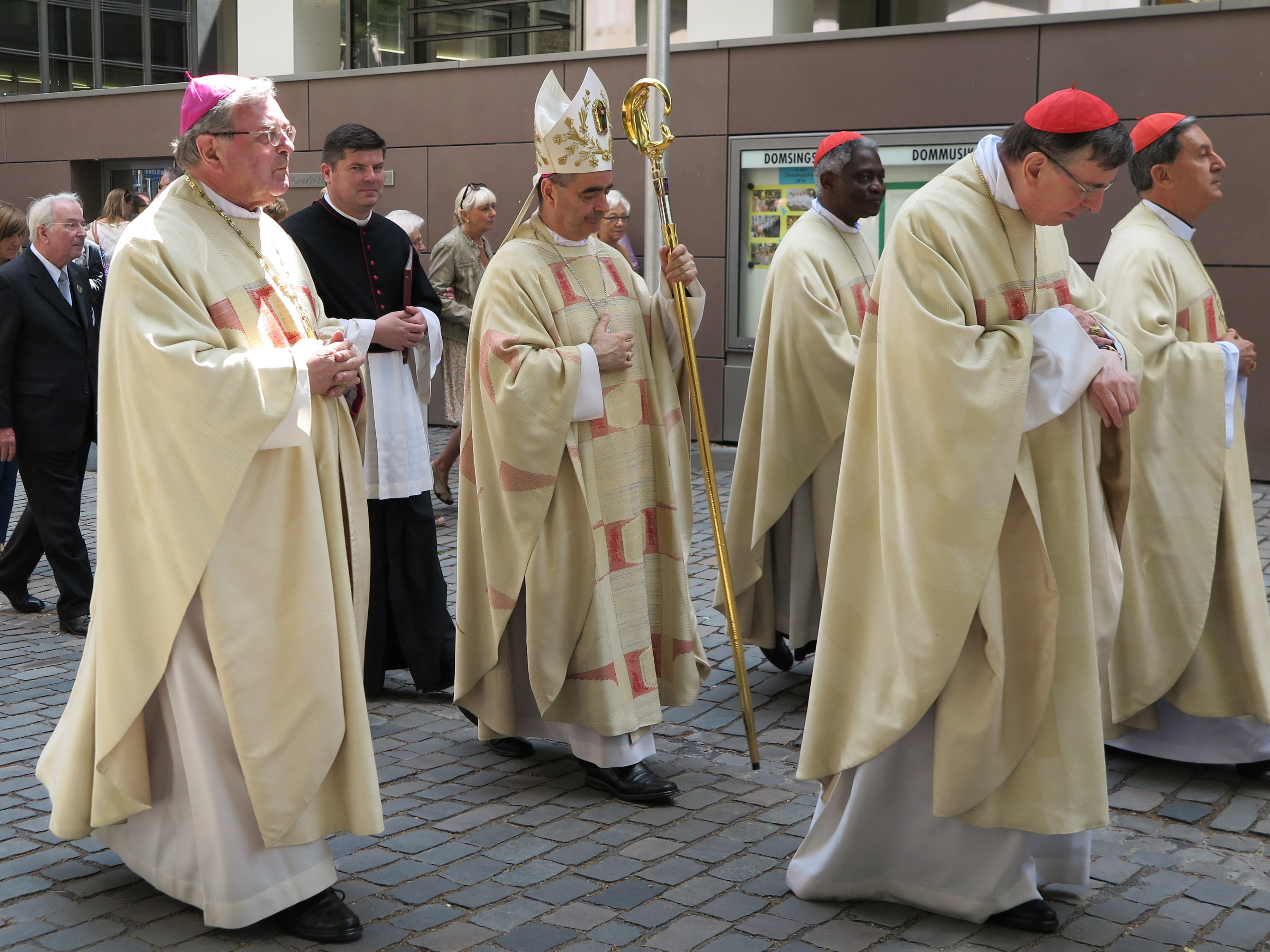
Fragment pielgrzymki na placu w Akwizgranie z okazji obchodów w sanktuarium, 2014.

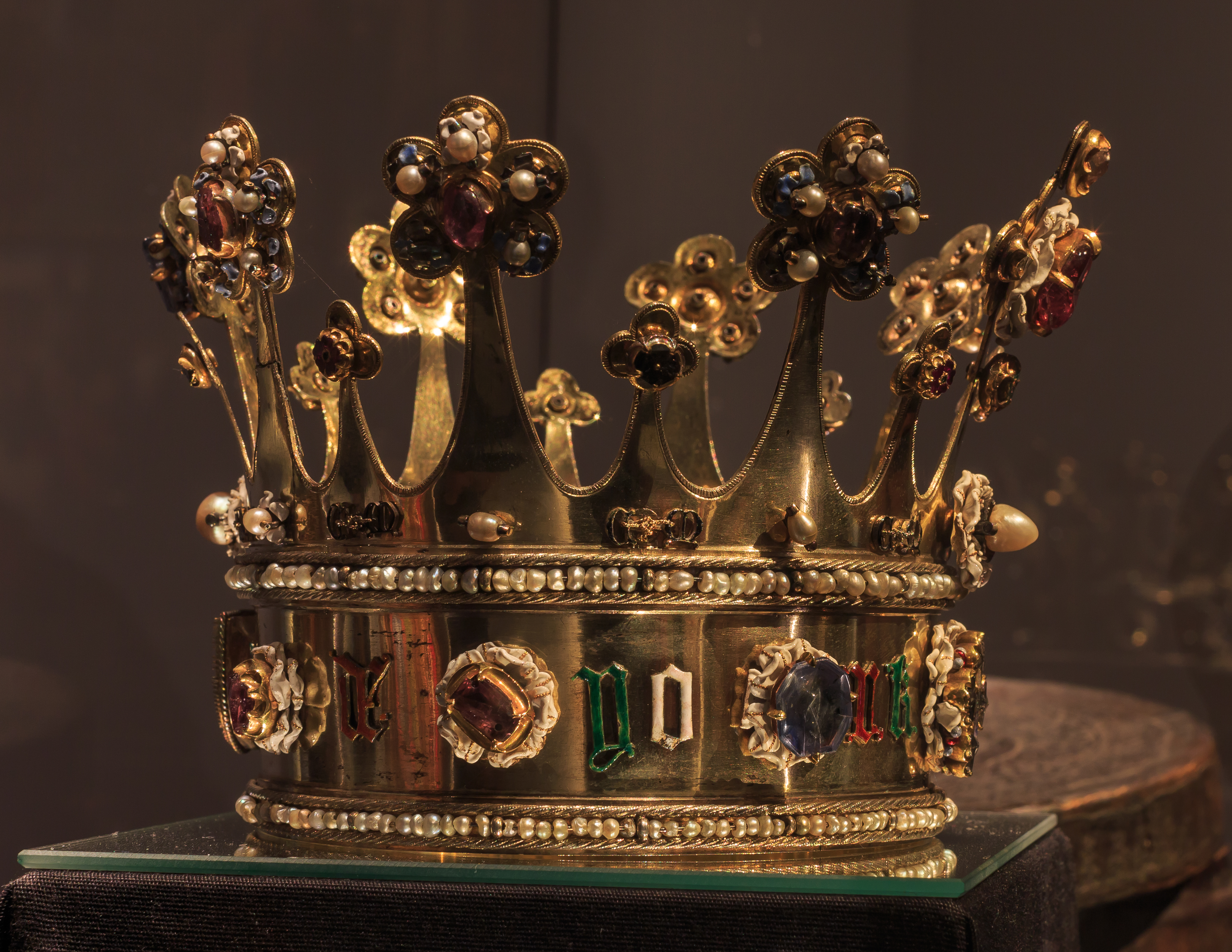
Korona Małgorzaty z York, znajdująca się w skarbcu katedralnym w Akwizgranie, 1461.

- Korona ślubna Małgorzaty z Yorku – Małgorzata miała ją na ślubie w 1468 z Karolem Śmiałym. Jest to jedyna zachowana angielska, królewska korona ze średniowiecza. Marii zakłada się tę koronę tylko co siedem lat. Z okazji obchodów w sanktuarium, w Akwizgranie – (niem. Aachener Heiligtumsfahrt)[3];
- Szata z XVI wieku – najstarszy zachowany strój Matki Bożej. Ze względu na jego stan – nie jest już używany[3];
- Szata infantki – Izabeli Klary Eugenii Habsburg – suknia z diamentami i perłami słodkowodnymi, którą w 1629 Izabela Habsburg ufundowała obrazowi łaski. Ta szata jest używana tylko podczas święta – Aachener Heiligtumsfahrt[4][5].

## Ciekawostki
- Podobno Maria jest „najbogatszą kobietą w Akwizgranie” ze względu na wiele prezentów[3];
- Kiedy podczas renowacji w 1987 wzniesiono zastępczy posąg Matki Bożej z dzieciątkiem, katedra otrzymała list, w którym było napisane, że nowy posąg jest piękny, ale nie działa i nie można się przy nim modlić[3];
- Jeżeli ktoś chciał podarować szatę Maryi, musiał to wcześniej skoordynować z personelem katedry, ponieważ nie każdy strój do niej pasował. Wzory do szycia można było również uzyskać od personelu katedry[3];
- Znaczenie obrazu łaski w Akwizgranie pokazuje także jego obecność w legendach. Mianowicie Święty Gezelinus polecił swoje stado dobremu pasterzowi, Jezusowi i pielgrzymował sobie do Akwizgranu, gdzie z wielkim oddaniem wielbił Matkę Boską – modlił się do niej bardzo często. Któregoś dnia Maryja usłyszała jego modlitwę i zastąpiła jego osobę aniołem, który przypominał Gezelinusa pod każdym względem. Wszyscy wierzyli, że to właściciel wypasał bydło na swoim polu, nie anioł[6].